# Dmitry Sotnikov

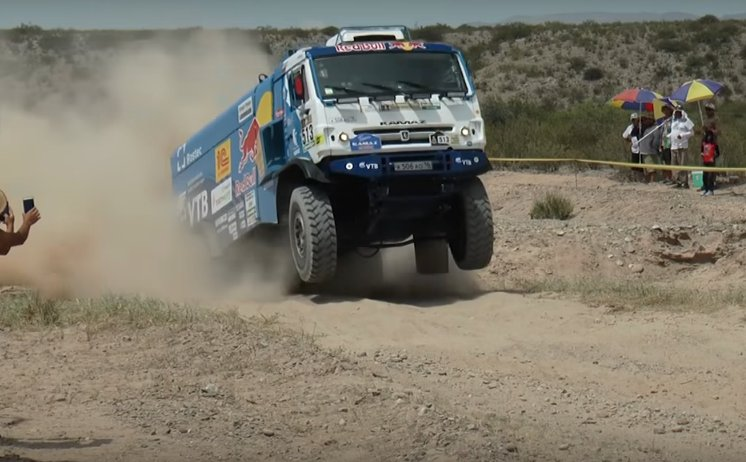
Dmitry Sotnikov con su camión KamAZ en el Rally Dakar 2017.

Dmitry Sotnikov (en ruso: Дмитрий Сотников) (n. el 29 de mayo de 1985 en Náberezhnye Chelny, Rusia) es un piloto de Rally Ruso, especializado en rally raid en categoría camiones.
Sotnikov inició su carrera en el Dakar en la edición de 2014, logrando una destacada 4ª posición en la clasificación general, en la edición siguiente obtiene la 5ª posición. En el Dakar 2017 logra su mejor actuación finalizando en la segunda posición detrás de su compañero de equipo Eduard Nikolaev.
En el Rally Dakar de 2021 y 2022, ganó la prueba en la especialidad, camiones.
En otras pruebas fuera del Dakar destacan sus triunfos en el Rally Ruta de la Seda (Silk Way Rally) en las ediciones de 2013 y 2017.

## Resultados

### Rally Dakar
| Año                           | Clase                       | Vehículo                    | Posición                    | Victorias de etapa          |                             |
| Participaciones como piloto   | Participaciones como piloto | Participaciones como piloto | Participaciones como piloto | Participaciones como piloto | Participaciones como piloto |
| ----------------------------- | --------------------------- | --------------------------- | --------------------------- | --------------------------- | --------------------------- |
| 2014                          | Camiones                    | Kamaz                       | 4.º                         | 1                           |                             |
| 2015                          | Camiones                    | Kamaz                       | 5.º                         | -                           |                             |
| 2016                          | Camiones                    | Kamaz                       | 15.º                        | -                           |                             |
| 2017                          | Camiones                    | Kamaz                       | 2.º                         | 1                           |                             |
| 2018                          | Camiones                    | Kamaz                       | 10.º                        | 1                           |                             |
| 2019                          | Camiones                    | Kamaz                       | 2.º                         | 1                           |                             |
| 2020                          | Camiones                    | Kamaz                       | 4.º                         | 1                           |                             |
| 2021                          | Camiones                    | Kamaz                       | 1.º                         | 5                           |                             |
| 2022                          | Camiones                    | Kamaz                       | 1.º                         | 5                           |                             |
| Participaciones como copiloto |                             |                             |                             |                             |                             |
| 2012                          | Camiones                    | Kamaz                       | 5.º                         | -                           |                             |
| Fuente:                       |                             |                             |                             |                             |                             |